# Congresso della confederazione
Il Congresso della confederazione è stato un corpo governativo degli Stati Uniti d'America dal 1º marzo 1781 al 4 marzo 1789. Esso era composto da delegati eletti dalla legislatura dello Stato dal quale proveniva il candidato. Il congresso della confederazione fu l'immediato successore del secondo congresso continentale. I membri del secondo congresso continentale furono automaticamente eletti nel congresso della confederazione. Il successore del congresso della confederazione fu il congresso degli Stati Uniti.
Il congresso della confederazione venne fondato durante gli ultimi combattimenti della rivoluzione americana. La guerra finì con la resa degli inglesi nella battaglia di Yorktown. Comunque, i britannici continuarono a occupare la città di New York mentre i delegati americani nominati dal congresso trattavano la pace a Parigi. Nel 1783 il Trattato di Parigi fu firmato, ponendo fine alla guerra di rivoluzione. Il congresso ricevette un lieve potere politico e, senza minacce di guerra esterne da parte dei britannici, divenne più difficile eleggere più delegati, c'era quindi il rischio di non raggiungere il quorum. Nonostante ciò il congresso della confederazione continuò ad approvare ed emanare leggi, la più famosa delle quali è l'ordinanza del nordovest.
La convenzione di Annapolis svolta nel 1786 fu il primo atto contro le leggi emanate dal congresso della confederazione. Tale convenzione creò molti problemi al congresso, spingendolo, nel 1787, a fare dei cambiamenti. La convenzione di Filadelfia chiese invece una costituzione per reinserire le leggi precedentemente emanate dal congresso della confederazione, il quale sottomise una costituzione agli Stati americani che venne messa in atto nel settembre del 1788. Il 12 settembre 1788 il congresso fissò la data per le nuove elezioni presidenziali, ossia il 7 gennaio 1789, e quella per l'elezione di nuovi delegati il 4 febbraio 1789. La costituzione fu operativa fino al 4 marzo 1789.
Il congresso della confederazione rimase tuttavia parzialmente attivo ancora un mese dopo il suo fallimento. Il 10 ottobre 1788 il congresso formò un quorum all'ultimo minuto; dopodiché, con la convenzione di Annapolis ancora attiva, il congresso venne annullato e seguito dal congresso degli Stati Uniti.